# Nəsib bəy Yusifbəyli

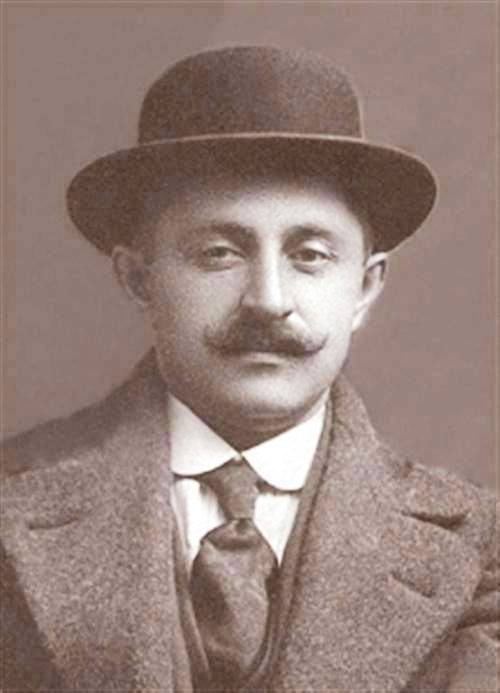
Nəsib bəy Yusifbəyli

Nəsib bəy Yusif bəy oğlu Yusifbəyli, eingedeutscht Näsib bäy Yusifbäyli (* 5. Juli 1881 in Elisawetpol, heute Gəncə, Gouvernement Elisawetpol, Russisches Kaiserreich; † 31. Mai 1920 in Kürdəmir, Aserbaidschanische SSR) war ein aserbaidschanischer Publizist und Staatsmann. Er war Minister für Bildung, Religion und Finanzen sowie Vorsitzender des Ministerrates der Demokratischen Republik Aserbaidschan (1919–1920).

## Biographie
Yusifbəyli wurde in Elisawetpol (in der heutigen und zweitgrößten Stadt Aserbaidschans Gəncə) als Sohn einer Aristokratenfamilie (Bey) geboren. Dort schloss er 1902 das Gymnasium ab und nahm ein Studium der Rechtswissenschaften an der Kaiserlich Neurussischen Universität (heute Nationale I.-I.-Metschnikow-Universität Odessa) auf. Aufgrund revolutionärer Aktivitäten der Studenten wurde die Universität im Jahr 1905 von zaristischen Behörden vorübergehend geschlossen und Yusifbəyli blieb ein Abschluss verwehrt. Er zog nach Bachtschyssaraj auf die Halbinsel Krim, wo er mit dem berühmten krimtatarischen Intellektuellen Ismail Gasprinski die Zeitung „Tercuman“ herausgab. 1906 heiratete er dessen Tochter, Şefiqa Gaspıralı.
Nach der Jungtürkischen Revolution 1908 begab sich Yusifbəyli nach İstanbul und setzte seine Tätigkeit als Publizist fort. Dort gründete er die sogenannte „Türkische Gesellschaft“. 1909 kehrte Yusifbəyli nach Elisawetpol zurück und arbeitete eine Weile in der Stadtverwaltung. Parallel widmete er sich den journalistischen, kulturellen, erzieherischen und karitativen Aktivitäten.

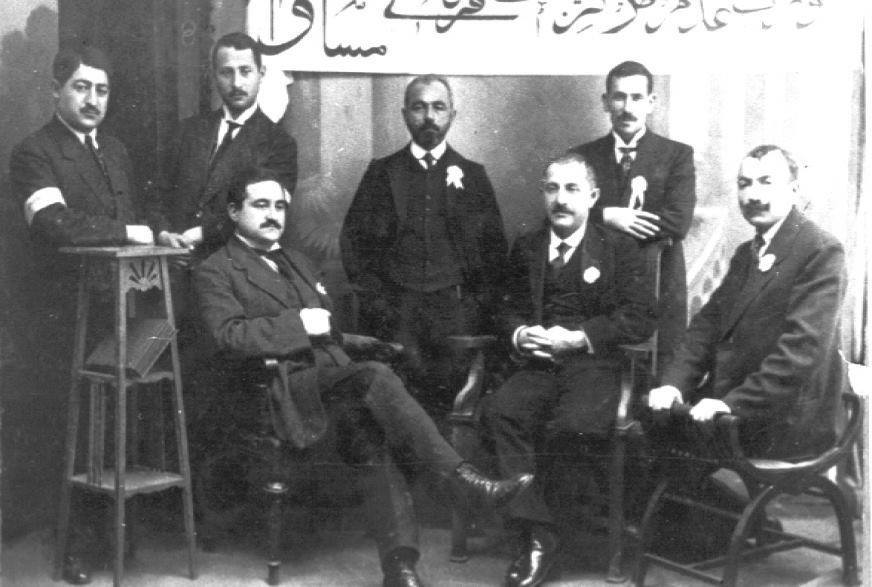
Yusifbəyli (in der Mitte sitzend) mit Məhəmməd Əmin Rəsulzadə und anderen Funktionären der Demokratischen Republik Aserbaidschan

Nach der Februarrevolution 1917 etablierte Yusifbəyli gemeinsam mit seinen Mitstreitern die „Türkische Partei der Föderalisten“. Er nahm an muslimischen Kongressen in Baku und Moskau teil und war Verfechter der Idee der national-territorialen Autonomie für die türkischen Völker innerhalb des Russischen Kaiserreichs. Eine ähnliche Überzeugung vertrat auch Vorsitzender der Müsawat-Partei und einer der späteren Gründungsväter der Demokratischen Republik Aserbaidschan Məhəmməd Əmin Rəsulzadə. Dies führte im Juni 1917 zum Zusammenschluss beider Parteien zu einer einheitlichen Organisation namens „Partei der Föderalisten Müsawat“. Wie die anderen Parteimitglieder bezeichnete Yusifbəyli die gewaltsame Machtergreifung der Bolschewiki als unrechtmäßig. Nach der Oktoberrevolution ließ sich Yusifəyli als Abgeordneter in die Konstituierende Versammlung Russlands wählen, wo er die Fraktion „Muslimisches Nationalkomitee und Müsawat“ repräsentierte.
Mit der erzwungenen Auflösung der Konstituierenden Versammlung durch Bolschewiki im Januar 1918 verschwanden jegliche Hoffnungen auf die Föderalisierung des Russischen Reiches und breite Autonomierechte für nationale Minderheiten. Die Abgeordneten der Südkaukasusregion lehnten die kommunistische Macht kategorisch ab und riefen im Februar 1918 den kurzlebigen Transkaukasischen Sejm ins Leben. In der Regierung der Transkaukasischen Föderation bekleidete Yusifbəyli den Posten des Bildungsministers.

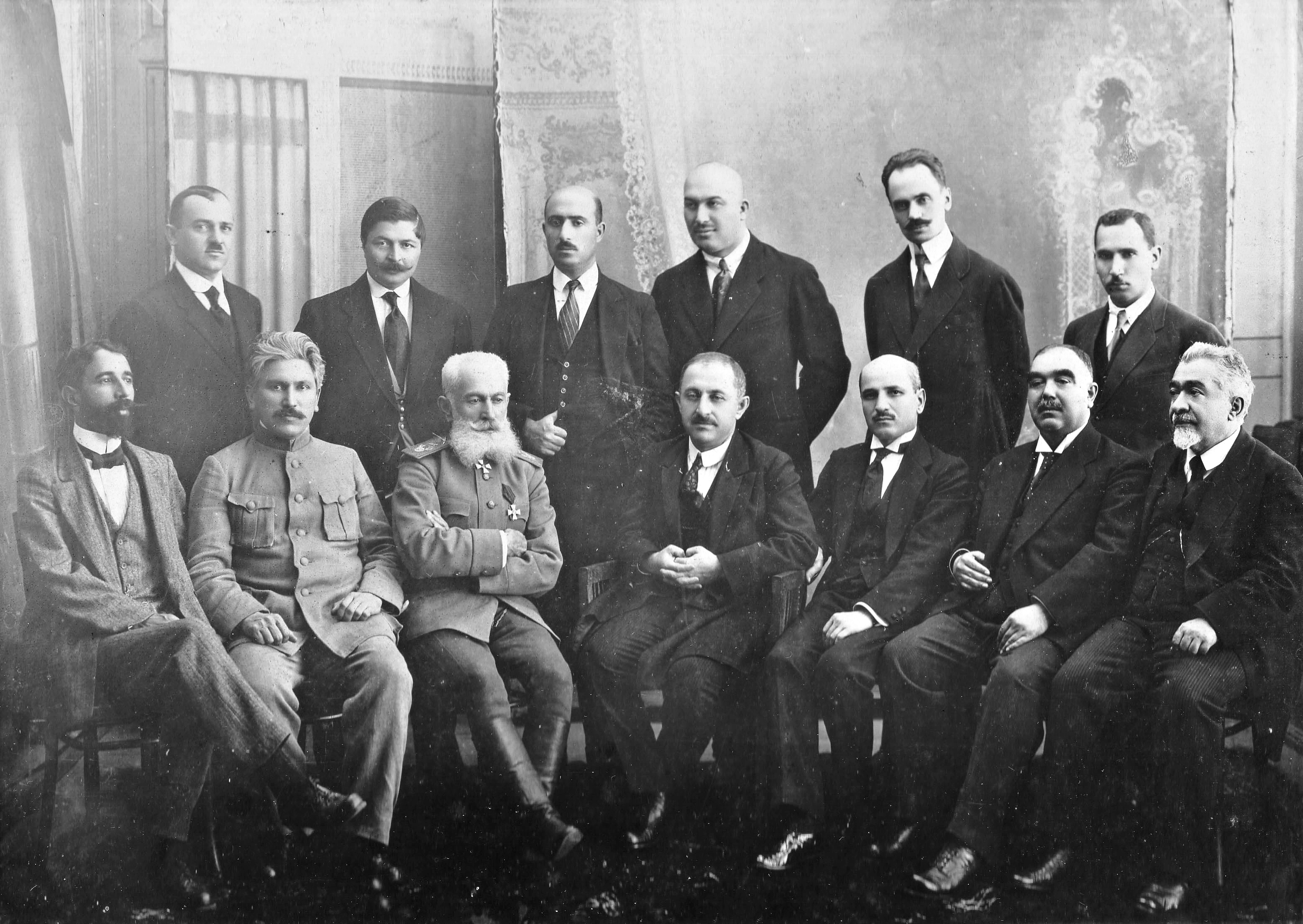
Premierminister Yusifbəyli (in der Mitte sitzend) mit den Mitgliedern des Ministerkabinetts der Demokratischen Republik Aserbaidschan

Die Idee eines konföderierten transkaukasischen Staates hielt angesichts der immer größer werdenden Differenzen zwischen den georgischen, armenischen und aserbaidschanischen Delegierten nicht lange an. Auf einer außerordentlichen Sitzung der aserbaidschanischen Vertreter des Transkaukasischen Sejms in Tiflis am 27. Mai 1918 wurde der Nationalrat Aserbaidschans errichtet. Diese Instanz, zu der auch Yusifbəyli gehörte, proklamierte am nächsten Tag die Gründung der Demokratischen Republik Aserbaidschan (DRA). Yusifbəyli wurde Minister für Bildung, Finanzen und religiöse Angelegenheiten. Er plädierte von Anfang an für eine enge militärische Zusammenarbeit Aserbaidschans mit der Türkei.
Vom April 1919 bis März 1920 war Yusifbəyli Premierminister der DRA. Zudem leitete er zwischen März und Dezember 1919 das Innenministerium des Landes. Während dieser Zeit konnte Aserbaidschan gutnachbarschaftliche Beziehungen zu Georgien aufbauen und sich erfolgreich gegen die armenische Unabhängigkeitsbewegung in Bergkarabach zur Wehr setzen. Im Januar 1920 wurde die Unabhängigkeit Aserbaidschans durch die Triple Entente offiziell anerkannt.
Am 28. April setzten die Bolschewiki der DRA ein Ende. Viele Staatsfunktionäre wurden verhaftet oder ermordet. Yusifbəyli versuchte zu entkommen, wurde jedoch am 31. Mai 1920 von unbekannten Personen (verdächtigt werden Mitglieder der Armenischen Revolutionären Föderation) in Kürdəmir erschossen.